# Харжа (Бакау)
Харжа (рум. Hârja) насеље је у Румунији у округу Бакау у општини Оитуз. Oпштина се налази на надморској висини од 406 m.

## Становништво
Према подацима из 2011. године у насељу је живело 450 становника.